# Mike Chaffe
Michael « Mike » Chaffe est un animateur canadien qui travaille chez Tangent Animation.
Il a remporté un Annie Award et un Creative Arts Emmy Awards pour son travail sur la série animée Chasseurs de trolls.

## Filmographie partielle
- 2016: Chasseurs de trolls

## Prix et distinctions
- 2017 :
  - Annie Award dans la catégorie « Accomplissement remarquable, Animation des personnages dans une production animée à la télévision » pour son travail sur la série de télévision Chasseurs de trolls[1]
  - Creative Arts Emmy Awards catégorie « meilleure performance individuelle en animation » pour son travail sur le premier épisode de Chasseurs de trolls